# Lennart Felix
Lennart FS (bürgerlich Lennart Speer, * 1993 in München) ist ein deutscher Pianist, Musiker und Autor.

## Leben
Lennart Felix wurde als Sohn eines Rechtsanwalts und einer Patentanwältin in München geboren. Er erhielt während seiner Schulzeit eine Ausbildung als Gaststudent an der Münchener Musikhochschule bei Friedemann Berger und Christoph Adt. Er führte seine Studien bei Peter Feuchtwanger und Niel Immelman in London fort. Sommerkurse in Viktring und Privatstudien bei Paul Gulda in Wien, Alexander Reitenbach in Stuttgart, Katja Cheung-Bihler (einer Schülerin von Peter Feuchtwanger und Krystian Zimmerman) und bei Andrzej Jasinsky in Opole sowie Jean-Jacques Dünki in Basel ergänzten seine Ausbildung.
Abseits der Musik schrieb Lennart Felix für diverse Ressorts der Süddeutschen Zeitung und studierte zu dem einige Semester Sinologie und Kulturgeschichte an der FU Berlin sowie European studies major mit dem Schwerpunkt Kulturraum Frankreich und Italienisch an der Universität Passau.
Im Jahr 2010 war er 2. Preisträger beim Internationalen Hindemith Wettbewerb, später Finalist beim Internationalen Beethoven-Kammermusikwettbewerb im Penderecki Music Centre Luslawice in der Kategorie Duo gemeinsam mit Jan Paul Kussmaul. Er arbeitete mit zeitgenössischen Komponisten wie Nimrod Borenstein.
Gefördert wurde er mehrfach im Rahmen des Oxford Piano Festival, mit dessen Leiter Marios Papadopoulos ein gemeinsames Benefizkonzert im Rathaus Charlottenburg in Berlin zur Griechenland-Hilfe stattfand.
2014 spielte er sein Londoner Debüt in der St. John’s Church in Wimbledon, 2016 erfolgte das Debüt im Münchener Herkulessaal der Residenz, ein Jahr später die erste Solo-CD beim Label MDG A lesson with Peter Feuchtwanger, mit den Paganini-Variationen von Johannes Brahms und den Variations on an Eastern Folk Tune von Peter Feuchtwanger aus dem Jahr 1957.
Im Jahr 2017 nahm der Künstler an den von Wilhelm Kempff initiierten Internationalen Beethoven-Kursen unter Jan Jiracek von Arnim teil; ein längerer Stipendiatenaufenthalt folgte im Winter und Frühjahr 2020.
Mit der Pianistin Francesca Rambaldi (geb. 1985), dem Pianisten Felix Eugen Thiemann (geb. 1987, Cellist des ORBIS-Quartetts), dem Violinisten Marc Kaufmann (geb. 1997) und dem Pianisten und Musikwissenschaftler Tommaso Graiff (geb. 1996) verbindet ihn eine vielseitige kammermusikalische Tätigkeit. Mit Kaufmann spielte er in der Mirabellkirche Salzburg, mit Graiff die vierhändige Version von Igor Strawinskys Sacre du printemps.
Gemeinsam mit der Sängerin Friederike Hoffmann führte er mehrmals Edvard Griegs Zyklus „Haugtussa“ op 67 auf, unter anderem im Salon Hohenzollernstraße von Thomas Hoernigk.
Im Jahr 2022 gestaltete er in Dean bei Winchester gemeinsam mit dem Violinisten Christoph Seybold (geb. 1979) ein Kammermusik-Rezital auf dem historischen Flügel des deutsch-britischen Historikers Dr. Edgar Feuchtwanger (geb. 1924), dem Neffen des Schriftstellers Lion Feuchtwanger (1884–1958).
Seit dem Oktober 2023 studiert Lennart FS "Mediazione linguistica (Sprachmediation und Übersetzung) an der "Scuola di Carlo Bo" in Bologna.

## Ehrungen und Auszeichnungen
- 2010 Zweiter Preis beim Internationalen Hindemith Wettbewerb
- 2015 Finalist beim 1. Internationalen Beethoven-Kammermusikwettbewerb im Penderecki Music Centre Luslawice in der Kategorie „Duo“ (gemeinsam mit Jan Paul Kussmaul)[4]